# Bertha Crowther
Bertha Crowther z domu Piggott (ur. 9 grudnia 1921 w Hendon, zm. 8 sierpnia 2007 w Cheshire) – brytyjska lekkoatletka, wicemistrzyni  Europy z 1950.
Była wszechstronną lekkoatletką. Startowała z powodzeniem w skoku wzwyż, biegu na 80 metrów przez płotki i pięcioboju.
Zajęła 6. miejsce w skoku wzwyż na igrzyskach olimpijskich w 1948 w Londynie, a w biegu na 80 metrów przez płotki odpadła w eliminacjach.
Na igrzyskach Imperium Brytyjskiego w 1950 w Auckland startowała w reprezentacji Anglii. Zdobyła srebrny medal w skoku wzwyż za swą koleżanką z reprezentacji Dorothy Tyler, zajęła 5. miejsce w rzucie oszczepem (na 5 startujących), 9. miejsce w skoku w dal i odpadła w przedbiegach na 80 metrów przez płotki.
Zdobyła srebrny medal pięcioboju na mistrzostwach Europy w 1950 w Brukseli, przegrywając jedynie z Arlette Ben Hamo z Francji. Zajęła również 5.miejsce w skoku wzwyż.
Zdobyła następujące medale w mistrzostwach Wielkiej Brytanii:
- bieg na 80 metrów przez płotki – złoto w 1946, brąz w 1947, 1948 i 1949[4]
- skok wzwyż – srebro w 1947 i 1948, brąz w 1946 i 1949[5]
- skok w dal – srebro w 1950[6]
- pięciobój – złoto w 1949 i 1950, srebro w 1951[7]

Ustanowiła rekord Wielkiej Brytanii w pięcioboju (3113 punktów 20 sierpnia 1949 w Londynie). Jej rekord życiowy w skoku wzwyż wynosił 1,60 m (ustanowiony 5 czerwca 1948 w Chiswick).